# Karolina Banel
Karolina Banel (* 4. April 1993) ist eine litauische Biathletin.
Karolina Banel lebt in Vilnius. Sie gab ihr internationales Debüt bei den Sommerbiathlon-Weltmeisterschaften 2011 in Nové Město na Moravě, wo sie zunächst bei den Rennen der Juniorinnen zum Einsatz kam. Im Sprint kam sie auf den 45. Platz und qualifizierte sich damit für das Verfolgungsrennen, das sie jedoch als überrundete Läuferin nicht beendete. Für das Staffelrennen wurde sie an die Seite von Natalija Kočergina, Karolis Zlatkauskas und Aleksandr Lavrinovič ins A-Team berufen und erreichte den achten Platz. Bei den Juniorenrennen der Biathlon-Europameisterschaften 2012 in Osrblie wurde Banel 48. des Einzels, 54. der Sprint und in der Verfolgung als überrundete Läuferin aus dem Rennen genommen.